# Какулидис, Георгиос
Георгиос Какулидис (греч. Γεώργιος Κακουλίδης; 10 мая 1871 — 1946) — греческий вице-адмирал, командующий флотом, македономах (то есть борец за воссоединение Македонии с Грецией), депутат парламента, правитель провинции.

## Семья
Вице-адмирал Георгиос Какулидис родился 10 мая 1871 года в городе Афины, но по отцовской линии — родом из Керасунда, Понт. Дед Какулидиса был членом Филики Этерия и секретарем у Александра Ипсиланти. В ходе освободительной войны Греции 1821—1829 годов обосновался в городе Нафплион. Отец Какулидиса Аристотелис Какулидис был прокурором при короле Оттоне.

## Служба
Георгиос, против воли отца, последовал военно-морской карьере. В 1894 году с отличием окончил военно-морское училище в Пирее и воспользовался правом продолжить стажировку на иностранном флоте, подкреплённую государственной стипендией. Какулидис выбрал стажировку в русском флоте.

### Россия
Какулидис прошёл трёхгодичную стажировку на русском броненосном крейсере «Адмирал Нахимов», побывав на нём на российском Дальнем Востоке, в Китае и Японии. Какулидис вернулся в Грецию незадолго до греко-турецкой войны 1897 года.
Знание русского языка и знакомство с королевой Греции Ольгой (из российской царской семьи) послужило причиной повторной отправки Какулидиса в Россию. На этот раз в Кронштадт, в артиллерийское училище, где он проучился 2 года. По возвращении из России Какулидис несколько лет прослужил на флоте.

### Македония
В начале века, на оккупированной ещё турками территории Македонии, греческое население столкнулось ещё с одной угрозой. Болгарские претензии на Македонию и насильственные действия сторонников болгарского экзархата, при потворстве турецких властей, против сторонников константинопольского патриархата, вынудили греческое население создать отряды самообороны и вести военные действия как против турок, так и против болгар.
Несколько десятков младших офицеров оставили греческую армию и отправились в Македонию. Какулидиса, в силу его знания русского языка, вызвал греческий консул в Салониках, Ламброс Коромилас. В марте 1904 года Какулидис подал в отставку и отправился в Македонию. Как проводник и под фамилией Драгас, Какулидис 3 года был агентом военачальника Акритас (Мазаракис-Эниан). Капитан Какулидис идёт первым, согласно воинскому званию, в списке офицеров, участвовавших в борьбе за Македонию (Следующим морским офицером, участником борьбы за Македонию, был Деместихас, Иоаннис номер 14 этого списка).
Какулидис под именем Драгас сопровождал журналиста Paillares из парижской газеты «Время» (фр. Temps) в обзорной поездке по Македонии. Каково же было удивление этого французского левантийца, когда адмирал Какулидис пригласил его на борт линкора Килкис в родном городе левантийца Смирне.

### Снова на флот
После Македонии Какулидис продолжил службу на флоте. С началом Первой мировой войны возникла конфронтация между правительством, требующим вступление Греции в войну на стороне Антанты, и прогерманским королевским двором, придерживающегося нейтралитета. В 1916 году греческий премьер-министр Венизелос создал в Фессалониках революционный триумвират Венизелос — адмирал Павлос Кунтуриотис — генерал Данглис и вступил в войну. Какулидис захватил броненосец Идра на рейде Пирея и повёл его к Кунтуриотису.
Когда триумвират вернулся в Афины, Какулидис был назначен командующим флотом. 13 ноября 1918 года Какулидис во главе греческого флота на борту броненосного крейсера «Георгиос Авероф» и вместе с другими союзными флотами вошёл в Константинополь. «Авероф» отдал якоря напротив султанского дворца Долма Бахче.
12 мая 1919 года Какулидис, на борту броненосца «Килкис», как представитель греческого государства, участвовал в освобождении Смирны (для турок оккупация Измира).
После реставрации монархии Какулидис оставил флот и с 1923 года становится депутатом парламента Греции от македонского нома Козани.
В 1929 году Какулидис назначается правителем провинции Фракия. Муниципалитет города Комотини назвал его именем привокзальную улицу.